# Strange Idols
Strange Idols er en amerikansk stumfilm fra 1922 af Bernard Durning.

## Medvirkende
- Dustin Farnum som Angus MacDonald
- Doris Pawn som Ruth Mayo
- Philo McCullough som Ted Raymond
- Richard Tucker som Malcolm Sinclair
- Vonda Phelps